# Betty Burbridge
Betty Burbridge est une actrice et scénariste américaine née le 7 décembre 1895 à San Diego (Californie), et morte le 19 septembre 1987 à Tarzana (Californie).

## Filmographie

### comme scénariste
- 1916 : Charity
- 1917 : Captain Kiddo
- 1924 : Rough Ridin'
- 1924 : Battling Buddy
- 1924 : Walloping Wallace
- 1924 : Hard Hittin' Hamilton
- 1924 : Rip Roarin' Roberts
- 1925 : Full Speed
- 1925 : Reckless Courage
- 1925 : Quicker'n Lightnin'
- 1925 : Saddle Cyclone
- 1926 : Roaring Rider de Richard Thorpe
- 1926 : The Fighting Cheat
- 1926 : Tangled Herds
- 1926 : Vanishing Hoofs
- 1926 : The Twin Triggers
- 1926 : Easy Going
- 1926 : Rawhide
- 1926 : Twisted Triggers
- 1926 : Un bon business (The Bonanza Buckaroo)
- 1926 : Ace of Action
- 1926 : Bad Man's Bluff
- 1927 : Code of the Cow Country
- 1927 : Tearin' Into Trouble
- 1927 : Pals in Peril
- 1927 : White Pebbles de Richard Thorpe
- 1927 : The Phantom Buster
- 1927 : The Interferin' Gent de Richard Thorpe
- 1927 : Soda Water Cowboy de Richard Thorpe
- 1928 : The Ballyhoo Buster de Richard Thorpe
- 1928 : The Flyin' Buckaroo
- 1931 : Sign of the Wolf
- 1931 : In Old Cheyenne (en) de Stuart Paton
- 1931 : Is There Justice?
- 1931 : Anybody's Blonde
- 1931 : Quartier chinois (Chinatown After Dark) de Stuart Paton
- 1931 : Neck and Neck de Richard Thorpe
- 1932 : The Lone Trail
- 1932 : Sin's Pay Day (en)
- 1932 : Secrets of Wu Sin
- 1932 : The Racing Strain
- 1934 : Arizona Nights
- 1934 : Rawhide Mail (en) de Bernard B. Ray
- 1934 : Redhead
- 1935 : Calling All Cars
- 1935 : Tracy Rides
- 1935 : Rescue Squad
- 1935 : Honeymoon Limited (en) d'Arthur Lubin
- 1935 : Get That Man (en)
- 1935 : Reckless Roads
- 1935 : The Singing Vagabond (en)
- 1937 : Paradise Express
- 1937 : Wild Horse Rodeo (en)
- 1937 : Springtime in the Rockies, de Joseph Kane
- 1938 : Outlaws of Sonora (en) de George Sherman
- 1938 : Crépuscule (Under Western Stars) de Joseph Kane
- 1938 : Gold Mine in the Sky (en)
- 1938 : Héros de la montagne (en) de George Sherman
- 1938 : Man from Music Mountain (en)
- 1938 : Pals of the Saddle de George Sherman
- 1938 : Prairie Moon (en)
- 1938 : Santa Fe Stampede de George Sherman
- 1938 : La Ruse inutile (Red River Range) de George Sherman
- 1939 : Le Bandit du Wyoming (Wyoming Outlaw) de George Sherman
- 1939 : Colorado Sunset
- 1939 : New Frontier de George Sherman
- 1939 : The Kansas Terrors
- 1939 : Le Torrent de la mort (Rovin' Tumbleweeds) de George Sherman
- 1939 : Sérénade à Mexico (South of the Border) de George Sherman
- 1940 : Rancho Grande (en)
- 1940 : Gaucho Serenade (en)
- 1940 : Les Gangsters du Texas (Under Texas Skies) de George Sherman
- 1940 : Melody Ranch (en)
- 1941 : Thunder Over the Prairie
- 1942 : Stardust on the Sage (en)
- 1943 : Santa Fe Scouts
- 1943 : Frontier Fury
- 1943 : Robin Hood of the Range
- 1944 : Oklahoma Raiders
- 1944 : West of the Rio Grande
- 1944 : Song of the Range
- 1945 : The Cisco Kid Returns
- 1945 : The Cisco Kid in Old New Mexico
- 1945 : Oregon Trail
- 1945 : The Cherokee Flash
- 1946 : Moon Over Montana
- 1946 : Alias Billy the Kid
- 1946 : Home on the Range
- 1946 : Man from Rainbow Valley (en) de R. G. Springsteen
- 1946 : Out California Way
- 1947 : Where the North Begins
- 1947 : Trail of the Mounties
- 1948 : The Return of Wildfire (en)
- 1949 : The Daring Caballero

### comme actrice
- 1913 : Slim Turns the Tables
- 1913 : His Father
- 1914 : Slim's Last Trick
- 1914 : Slim Slam 'Em Slammed
- 1914 : Slim's Strategy
- 1914 : Slim and the Money Pots
- 1914 : Slim and the Indians
- 1914 : Slim and the Dynamiters
- 1914 : Slim Becomes an Editor
- 1914 : Slim to the Rescue
- 1914 : Slim Joins the Army
- 1914 : Pretzel Captures the Smugglers
- 1914 : The Colonel of the Nuts
- 1914 : Colonel Custard's Last Stand
- 1914 : Black Hands and Dirty Money
- 1914 : The Girl Bandit
- 1914 : Why Kentucky Went Dry
- 1914 : Strange Evidence
- 1914 : The Cuckooville Horse Race
- 1914 : A Common Mistake
- 1914 : The Fires of Ambition
- 1914 : The Latent Spark
- 1914 : The Heart of a Crook
- 1914 : The Curse of Humanity
- 1914 : The Gangsters and the Girl : Pickpocket
- 1914 : Shorty and the Fortune Teller
- 1914 : The Robbery at Pine River
- 1914 : One of the Discard
- 1914 : The Word of His People
- 1914 : Shorty and Sherlock Holmes
- 1914 : In the Clutches of the Gangsters
- 1914 : A Romance of Old Holland
- 1915 : The Face on the Ceiling
- 1915 : A Midas of the Desert
- 1915 : Mother Hulda
- 1915 : A Lucky Blowout
- 1915 : The Bride of Guadaloupe : Berta
- 1915 : Tricked
- 1915 : The Winged Messenger
- 1915 : The Disillusionment of Jane
- 1915 : The Spark from the Embers
- 1915 : Rumpelstiltskin : Polly
- 1915 : Her Alibi
- 1915 : Shorty's Troubled Sleep
- 1915 : The Lighthouse Keeper's Son
- 1915 : Shorty's Ranch
- 1915 : Matrimony : Antoinette
- 1915 : The Connecting Link
- 1915 : Blind Justice
- 1915 : Reckoning Day
- 1915 : The Winged Idol : Nina Evers
- 1916 : The Tongues of Men : Georgine
- 1916 : The House of Revelation
- 1916 : The White Alley
- 1916 : Golden Lies
- 1916 : The Surprise House
- 1916 : A Man's Work
- 1916 : The Spider's Web
- 1916 : The Danger Line
- 1916 : The Double Cross
- 1916 : The Schemers